# 1976 en Bretagne
 Chronologie de la Bretagne
- 1972
- 1973
- 1974
- 1975
- 1976
- 1977
- 1978
- 1979
- 1980

Cette page recense des événements qui se sont produits durant l'année 1976 en Bretagne.

## Société

### Catastrophes
- 24 janvier : naufrage du pétrolier Olympic Bravery sur la côte d'Ouessant
- 13 mars : l'Olympic Bravery se brise en deux, répandant en mer 1 200 tonnes de fioul[1].
- 15 octobre : marée noire à la suite du naufrage du pétrolier Boehlen au large de l'île de Sein, transportant 9 500 tonnes de pétrole brut[1].

### Naissance
- à Brest : Thomas Bronnec, journaliste et écrivain français[2].

## Environnement
- Création de la réserve naturelle nationale des Sept-Îles dans les Côtes-du-Nord.